# Volkswagen Challenger 1994
Il Volkswagen Challenger 1994 è stato un torneo di tennis facente parte della categoria ATP Challenger Series nell'ambito dell'ATP Challenger Series 1994. Il torneo si è giocato a Wolfsburg in Germania dal 7 al 13 febbraio 1994 su campi in sintetico indoor.

## Vincitori

### Singolare
Alexander Mronz ha battuto in finale  Albert Chang con il punteggio di 6–3, 7–5

### Doppio
Rich Benson /  Adam Malik hanno battuto in finale  Wayne Arthurs /  Simon Youl con il punteggio di 7–6, 6–4